# Румъния между световните войни
Велика Румъния пренасочва насам.  За политическата партия вижте Велика Румъния (партия).
Румъния между световните войни е период в историята на Румъния, обхващащ Междувоенния период – между Първата и Втората световна война.
В историографията периодът понякога е наричан и Велика Румъния, тъй като по това време страната достига най-голямото си териториално разширение, след като при разпадането на Руската империя и Австро-Унгария в края на Първата световна война успява да обедини почти всички територии с етнически румънско население. Към 1940 година Румъния е принудена да отстъпи значителна част от своята територия в резултат на Пакта Молотов – Рибентроп, Втория виенски арбитраж и Крайовската спогодба. Територията на Велика Румъния включва освен съвременна Румъния и областите Бесарабия, Северна Буковина и Южна Добруджа.

## Вътрешна политика

### Следвоенна криза
През 1918 година правителството започва демократични реформи. През декември е провъзгласено всеобщо избирателно право, но не засягащо жените и военнослужещите, приет е закон за провеждане на аграрна реформа.

### Стабилизация през 20-те години
През 1922 г. в Румъния започва период на относително стабилизиране.
Основни партии – Национално-либерална партия, Национално-селска партия. През май 1921 г. се създава Румънската комунистическа партия.
Престолонаследникът не крие връзката си с любовница еврейка. Получава ултиматум от краля да прекрати връзката или да се откаже от трона. Той избира второто и напуска страната заедно с любовницата (1925).

### Голямата депресия
През 1930 г. се връща от изгнание наследственият принц Карол и бива коронясан за крал.
През 1931 е създадена фашистката организация „Желязната гвардия“.

### Краят на 30-те години
От януари 1934 г. до декември 1937 на власт е дясната групировка Национал – либерална партия, тясно свързана с монархията. Наред с желязната гвардия на политическата сцена действа фашистката Национал – християнска партия, създадена през 1935 г.
На 10 февруари 1938 Карол II разпуска правителството и установява личен диктаторски режим. През 1938 г. е приета реакционна конституция, през март същата година са разпуснати политическите партии и профсъюзите и са заменени с корпорации по фашистки образец на Италия. През март 1939 г. е сключен икономически договор между Румъния и Германия, който напълно подчинява икономиката на Румъния в интерес на нацистка Германия.
В началото на Втората световна война (1939 – 1945) правителството на Румъния заявява неутралитет.

## Външна политика
В резултат на Първата световна война територията и населението на Румъния се увеличават двойно, като към нея са присъединени областите Трансилвания, Бесарабия, Буковина и Банат. При разпадането на Руската империя, започнало през 1917 година, в населената предимно с румънци Бесарабия е провъзгласена Молдавска демократична република, която след това се обединява с Румъния. След разпада на Австро-Унгария в хода на чехословашко-унгарската война през 1919 Трансилвания и Буковина също са обединени с Румъния.
Външната политика се характеризира с укрепване на политическата връзка със западните държави.
В средата на 30-те години в областта на външната политика правителствените политически кръгове се ориентират към Великобритания и Франция, правейки опити за сближаване с Германия. През юли 1934 г. се установяват дипломатически отношения със СССР.
През август 1939 г. Германия и СССР сключват пакта Молотов-Рибентроп. В таен допълнителен протокол към него на Съветския съюз се признава правото над Северна Буковина и Бесарабия. В края на юни 1940 г. СССР поставя на Румъния ултиматум незабавно да се изтегли от Северна Буковина и Бесарабия, територия с площ 50 762 km2 и 3 776 000 жители. Изправен пред многократното превъзходство на германско-съветския съюз крал Карол II приема ултиматума, след което заминава в изгнание. Възползвайки се от това, своите интереси заявяват и България и Унгария, като България иска изтегляне на румънските власти от Южна Добруджа, а Унгария – от Северна и Централна Трансилвания. Тъй като войната е неизбежна, под „протекцията“ на Третия Райх на 30 август 1940 г. се сключва споразумение във Виена, с което Румъния връща на Унгария северната част на Трансилвания, а с Крайовската спогодба – Южна Добруджа на България.
С началото на операция „Барбароса“ Румъния отново започва да се разширява. Още през 1941 г. тя получава възможност да си върне териториите, окупирани по-рано от СССР, но и цялата област между реките Южен Буг и Днестър (включително гр. Балта, Виница и Одеса), които общо се наричали губернаторство Транснистрия (Задднестровие). В националистическата румънска литература от това време се твърди, че зад Днестър живеят порусначени румънци, а цялата територия от река Прут до Южен Буг е исторически тясно свързана с Румъния и трябва да ѝ принадлежи В хода на немското настъпление в Съветския съюз румънската преса пише за възможно предаване на териториите до Днепър на Румъния.

## Икономика
Аграрната реформа, обявена през 1918 г., не е завършена, през 1938 количеството на безимотните селяни достига до 1 млн. души.
По време на световната икономическа криза (1929 – 1933) рязко пада промишленото производство, изключение прави само добива на нефт.
След световната икономична криза (1929 – 1933) в Румъния се увеличава производството на стоманодобивната и химическата промишленост. Но в ред отрасли, като текстилната промишленост, се наблюдава застой и даже спад на производството.